# Declaração de Niš
A Declaração de Niš (em sérvio: Нишка декларација; romaniz.: Niška deklaracija) foi um documento emitido em 7 de dezembro de 1914, em meio à Primeira Guerra Mundial, no qual o governo do Reino da Sérvia declarou formalmente seus objetivos de guerra. Publicada durante a Batalha de Kolubara como uma declaração defensiva buscando atrair apoio dos eslavos do sul que viviam na Áustria-Hungria, ela continha uma promessa de trabalhar pela libertação dos eslavos do sul do domínio estrangeiro e pelo estabelecimento de um estado eslavo do sul comum após a guerra. Como o governo sérvio havia se retirado de Belgrado no início do conflito, a declaração foi adotada na capital sérvia temporária de Niš.
A Tríplice Entente não aceitou os objetivos estabelecidos na Declaração de Niš porque apoiava a preservação da Áustria-Hungria. Nos anos seguintes, o apoio dos Aliados a uma paz separada com a Áustria-Hungria e propostas de reforma trialistas, como a Declaração de Maio de 1917, motivaram o governo sérvio a cooperar com o Comitê Iugoslavo. As negociações entre o governo sérvio e o Comitê Iugoslavo levaram à Declaração de Corfu de 1917, na qual os dois lados concordaram com a criação de um estado eslavo do sul comum após o fim da guerra.

## Antecedentes

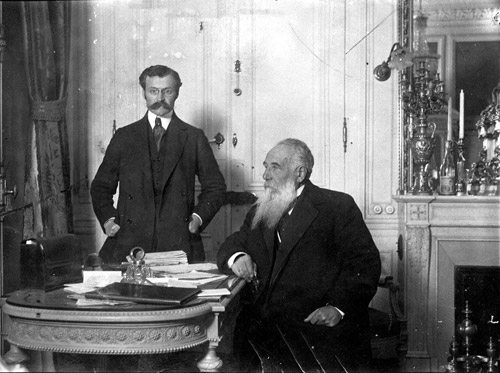
Nikola Pašić (sentado) foi o primeiro-ministro da Sérvia durante a Primeira Guerra Mundial

No início da Primeira Guerra Mundial, o Exército Real Sérvio repeliu com sucesso o Exército Austro-Húngaro nos estágios iniciais da campanha Sérvia. No início de novembro de 1914, o Exército Real Sérvio foi forçado a abandonar a capital sérvia, Belgrado, e territórios no nordeste do país. O governo da Sérvia recuou para o sul, para a cidade de Niš, que se tornou a capital temporária do país. Em meados de novembro, os austro-húngaros chegaram ao rio Kolubara, mas foram impedidos de avançar mais na Batalha de Kolubara, que durou um mês, após a qual a iniciativa passou dos austro-húngaros para os sérvios, que lançaram uma contra-ofensiva em 3 de dezembro. 
Após o início das hostilidades, a liderança da Sérvia considerou a guerra uma oportunidade de expansão territorial além das áreas habitadas pelos sérvios nos Bálcãs. Um comité encarregado de determinar os objectivos de guerra do país produziu um programa para estabelecer um estado iugoslavo através da adição da Croácia-Eslavônia, das Terras Eslovenas, da Voivodina, da Bósnia e Herzegovina e da Dalmácia.  Isto ecoou o Načertanije de 1844 do Ministro dos Negócios Estrangeiros sérvio Ilija Garašanin – um tratado que antecipava o colapso do Império Otomano e que apelava à unificação de todos os sérvios num único estado para impedir a expansão imperial russa ou austríaca nos Balcãs. 

## Disposições
O governo sérvio declarou, e a Assembleia Nacional confirmou, os seus objectivos de guerra em Niš, a 7 de Dezembro.  Na Declaração de Niš, a Assembleia Nacional da Sérvia anunciou a luta para libertar e unificar os “irmãos não libertados”.  Entretanto, a declaração não mencionou a Grande Sérvia. Em vez disso, a declaração falava de “três tribos de um povo” ao se referir aos sérvios, aos croatas e aos eslovenos.  O historiador Andrej Mitrović descreveu a declaração como a declaração "iugoslava" do governo sérvio porque o governo alegou trabalhar a serviço do estado sérvio e da "tribo servo-croata e eslovena" na declaração. 
O conceito de "três tribos de um povo" foi introduzido por um grupo de acadêmicos de Belgrado liderados por Jovan Cvijić em dezembro de 1914. Cvijić e os seus colegas, bem como o governo que seguiu o exemplo de Cvijić, consideraram os macedônios e os bósnios como “elementos etnicamente informes” que poderiam ser rapidamente assimilados pelos sérvios.  Os montenegrinos não foram mencionados na declaração, uma vez que a Sérvia assumiu o papel central na construção do estado da futura política eslava do sul com o apoio das principais potências da Entente.  As opiniões de Cvijić foram incorporadas à Declaração de Niš, pois as esperanças de uma guerra curta se tornaram irrealistas, e a declaração foi concebida como uma forma de atrair apoio dos eslavos do sul que viviam na Áustria-Hungria. O governo foi motivado a apelar aos eslavos do sul, pois temia que pouco apoio material viesse dos aliados da Tríplice Entente. 

## Consequências

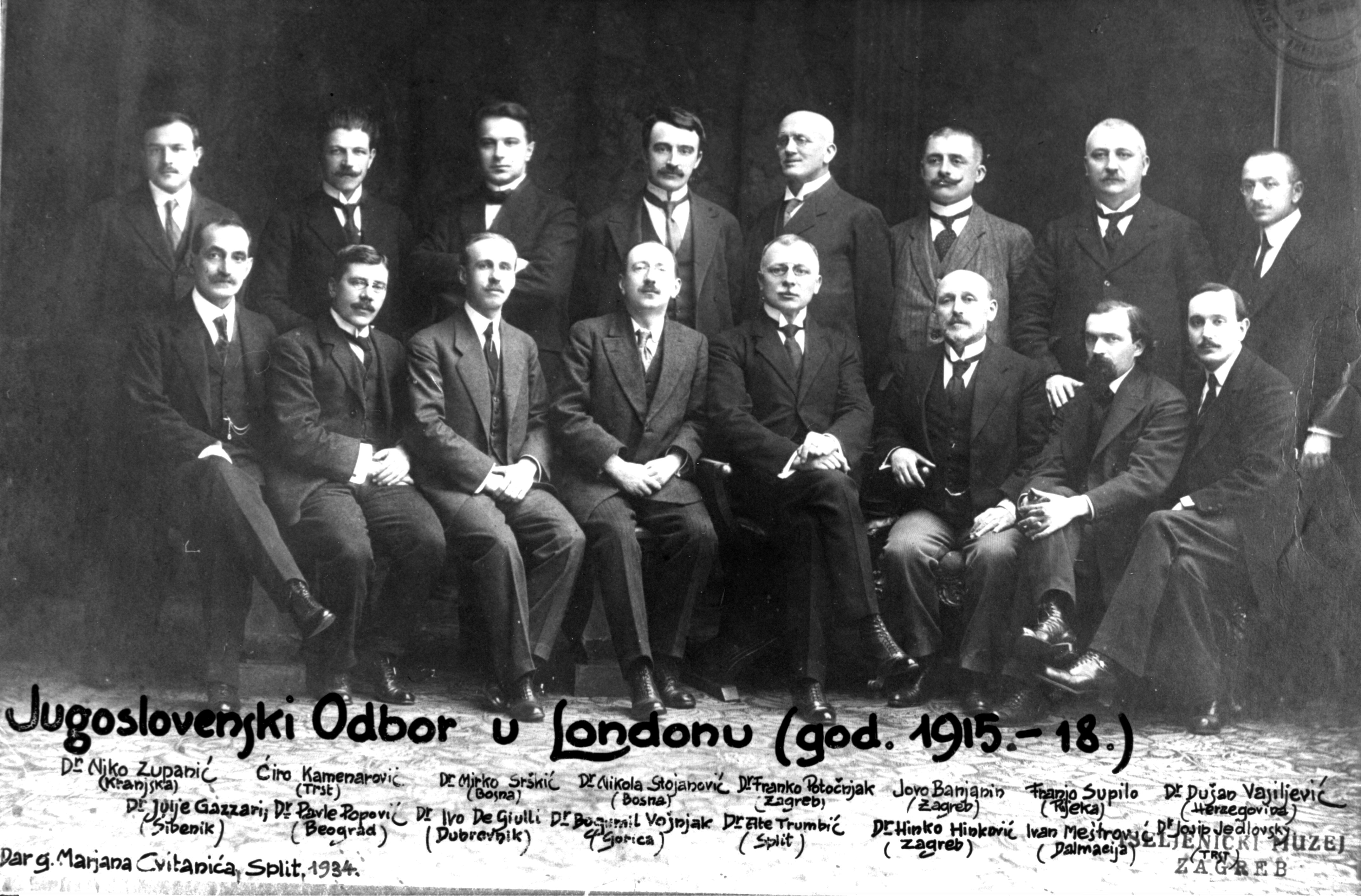
O Comitê Iugoslavo era um grupo de interesse composto em grande parte por croatas dálmatas que lutavam pela unificação dos eslavos do sul

A Entente nunca aceitou a Declaração de Niš.  O apoio internacional à preservação da Áustria-Hungria não começaria a diminuir até que os Estados Unidos entrassem na guerra em 1917.  No entanto, em seu discurso dos Catorze Pontos, o presidente dos EUA, Woodrow Wilson, apenas prometeu autonomia para os povos da Áustria-Hungria. A preservação da monarquia dual não foi abandonada antes da assinatura do Tratado de Brest-Litovsk em Março de 1918, quando os aliados se convenceram de que não poderia resistir a uma revolução comunista. 
Em 30 de maio de 1917, os membros eslavos do sul do Conselho Imperial de Viena apresentaram ao órgão a Declaração de Maio, um manifesto exigindo a unificação das terras dos Habsburgos habitadas por croatas, eslovenos e sérvios em um estado democrático, livre e independente, igual em status à Cisleitânia ou ao Reino da Hungria, sob a dinastia dos Habsburgos.  A Declaração de Maio foi emitida enquanto a Entente ainda procurava maneiras de alcançar uma paz separada com a Áustria-Hungria e, assim, separá-la da influência do Império Alemão. Isso representou um problema para o governo sérvio, então exilado na ilha grega de Corfu após a Grande Retirada no inverno de 1915-1916. Se um tratado de paz separado se materializasse, aumentaria o risco de uma solução trialista para os eslavos do sul dos Habsburgos, impedindo o cumprimento dos objetivos de guerra da Sérvia.  Na ausência de um forte apoio diplomático russo desde a Revolução de Fevereiro, o primeiro-ministro sérvio Nikola Pašić sentiu-se obrigado a chegar a um acordo com o Comitê Iugoslavo,  um grupo ad-hoc de intelectuais e políticos da Áustria-Hungria que afirmava representar os interesses dos eslavos do sul,  cujo membro mais proeminente, Frano Supilo, defendia uma federação para combater a ameaça da hegemonia sérvia num estado eslavo do sul comum. 
Pašić convidou o Comitê Iugoslavo para negociações sobre os princípios da unificação pós-guerra que produziram a Declaração de Corfu em julho de 1917. A nova declaração manteve a frase “um povo tri-nomeado”, usada pela primeira vez na Declaração de Niš. 